# Gränsö, Norrköpings kommun

Gränsö är en ö i Jonsbergs socken, Norrköpings kommun. Ön har i söder vuxit samman med de mindre öarna Birkö (eller Björkö) och Aspö, vilka dock fortfarande betraktas som separata öar. Hemmanet Gränsö bestod av alla öar, vilka tillsammans har en yta på 4,7 kvadratkilometer. Kåreholm är en udde med bebyggelse på Gränsö. Den gamla byn ligger dock i en vik ettergrundet/tre ringar. Denna bebyggelse har en lång historia. Redan 1563 noteras Sven i Gränsö bedriva krog för sjöfarare . I samband med Älvsborgs första lösen hade de två gårdarna på ön tillsammans 3 hästar, 16 kor och 5 svin. En stor brand 1858 gjorde dock att i stort sett alla äldre boningshus brann ned . Den äldre bebyggelsen ersattes med dagens mer utspridda bebyggelse. Det laga skiftet i slutet av 1800-talet gjorde att bebyggelsen spreds ut ytterligare till olika delar av ön. Till skillnad från närliggande öar hade fisket förhållandevis liten betydelse på Gränsö, djurhållning och jordbruk var sannolikt mer inkomstbringande. Man fångade även flyttfåglar med fågelgarn fram till 1800-talets början 191. 
Lotsning har varit en viktig del av Gränsös historia. Ett styrmanshemman fanns på Gränsö redan 1563. Sven i Gränsö noteras slippa hemmansränta då han ”är krögare i skiertzgården och kongl Majt:tz styrman” . Under stora delar av  1600-, 1700-, och 1800-talen var Gränsö huvudsätet för lotsningen i norra Östergötland. Åldemnannatjänsten fanns då på Gränsö, vilken ansvarade för lotsningen på Gränsö, Lindöja, Lindö och Arkö. Ofta lämnade lotsar från Norrköping och Oxelösund, Kallsö, Söderköping, Håskö och Sandviken över lotsningen vid Gränsö .  Lotsningens betydelse ökade dock under 1700- och 1800-talen, 1777 genomfördes 24 lotsningar medan 1877 genomfördes hela 722 uppdrag . 1878 flyttades all lotsning till Arkö som ligger närmare den yttre farleden. Lotsstugan på Gränsö flyttades då till Arkö. . 
Gränsö hade länge fast ångbåtsförbindelse med Norrköping, och en fast skollokal fanns från 1800-talet i en redskapsbod på Gränsö. Efter andra världskriget övergavs dock de sju gårdarna på Gränsö och under 1970-talet saknade ön bofast befolkning. På 1960-talet avstyckades omkring 20 fritidshus på Gränsös sydvästra del. 2012 hade Gränsö 8 permanentboende.